# Rudolf Querner
Ernst Rudolf Querner, nacido el 10 de junio de 1893 en Lehndorf y muerto el 27 de mayo de 1945 en Magdeburgo, fue un Obergruppenführer de las SS alemán y general de las Waffen-SS. Ocupó altos cargos en la policía alemana durante la Segunda Guerra Mundial.

## Biografía

### Formación, Primera Guerra Mundial e ingreso en la policía
Rudolf Querner, de una familia de campesinos de Lehndorf, ingresó primero en una escuela secundaria en Bautzen antes de recibir formación militar en Dresde y luego en Hannover. Cuando  estalló la guerra en agosto de 1914, se alistó como oficial. Hecho prisionero por el ejército francés, no regresó a Alemania hasta 1919. Ese mismo año se casó con Annemarie Schorkopf, con quien tuvo cuatro hijos. En septiembre de 1919 fue contratado por la policía de Sajonia que le confió la gestión del Land. Más tarde se convirtió en oficial de estado mayor en el Ministerio del Interior de Sajonia.

### Nazismo
Querner se unió al NSDAP en enero de 1933, después de que Hitler se convirtiera en canciller. A partir de 1934, se convirtió en profesor en el Ministerio del Interior del Reich. De septiembre de 1936 a abril de 1937 fue comandante de la Schutzpolizei en Hamburgo. En 1938 se incorporó a la Schutztaffel y, en 1940, se convirtió en inspector de la policía de Hamburgo. En diciembre de 1940 se unió a la oficina principal de la Ordungspolizei y se convirtió en  inspector general de la gendarmería y la policía.

#### Hamburgo
A partir del 1 de mayo de 1941, Rudolf Querner se ocupó de la gestión y administración del departamento de policía de Hamburgo. Asimismo, se convirtió en el representante del Gauleiter Karl Kaufmann. Desde octubre de 1941, participó en la deportación de los judíos de Hamburgo y fue responsable en particular de comunicarse con la firma Tesch & Stabenow (entonces perteneciente a Bruno Tesch), que debía proporcionar el Zyklon B necesario para su eliminación. Ese mismo mes, siguió, con otros siete líderes de las SS, al Reichführer-SS Heinrich Himmler en su gira por el campo de Maguilov.

#### Viena
En enero de 1943, Querner fue destinado a Viena. El 21de junio fue ascendido a SS-Obergruppenführer, y en octubre asistió al primer discurso de Posen de Himmler. El 1 de julio de 1944 fue nombrado general de las Waffen-SS.
El 20 de julio de 1944, tras el fallido golpe de Estado emprendido por Claus von Stauffenberg, Querner se reunió con el Jefe de Estado Mayor Heinrich Kodré, partidario de la Operación Valkiria. La entrevista fue tensa, porque Querner pedía, en particular, que se le explicase el papel del general Hans-Karl Freiherr von Esebeck en el asunto. Kodré, que ignoró voluntariamente las órdenes de Berlín durante el intento de golpe, sospechó de su interlocutor (que también es su superior jerárquico) y, en última instancia, lo instó a seguir sus directivas. Por lo tanto, Querner no pudo confirmar la participación del mariscal Erwin von Witzleben en el complot, pues no tenía derecho a inspeccionar las comunicaciones transmitidas por Télex. Posteriormente, la investigación realizada por la Gestapo lo dejó fuera, pero reconoció los importantes errores que cometió el 20 de julio.

#### Brunswick
El 5 de octubre de 1944 Rudolf Querner fue trasladado a Brunswick. En 1945, cuando la situación del Reich se deterioraba, se le encargó la evacuación de los campos de concentración de la zona y fue responsable de muchos crímenes cometidos en esa ocasión, en particular contra prisioneros de guerra.

### Muerte
El 30 de abril de 1945, Adolf Hitler se suicidó en su búnker en Berlín. El 8 de mayo, Alemania capituló. Detenido por las autoridades aliadas, Querner se suicidó durante su detención, el 27 de mayo de 1945.

## Distinciones y premios
- Cruz de hierro de segunda clase (1914)
- Medalla de los Sudetes (1938)
- Condecoración de la Cruz Roja Alemana
- Cruz de mérito de guerra (1939)
- Daga de honor de las SS

## Cronología de su carrera (1938-1945)
- Mayo de 1938: Standartenführer
- Abril de 1939: Mayor general de la policía
- Junio de 1939: Oberführer
- Abril de 1940: SS-Brigadeführer
- Noviembre de 1940: SS-Gruppenführer y teniente general de la policía
- Junio de 1943: SS-Obergruppenführer y general de la policía
- Julio de 1944: SS-Obergruppenführer y general de la Waffen-SS.[10]